# Davy Arnaud
Davy Arnaud (Nederland, 22 juni 1980) is een Amerikaans voetballer die bij voorkeur als middenvelder speelt. Hij verruilde in 2014 Montreal Impact voor DC United.

## Clubcarrière
Arnaud werd als vijftigste gekozen in de MLS SuperDraft 2002 door Kansas City Wizards. In zijn eerste jaar kwam hij vrijwel niet aan spelen toe. Hij speelde slechts drieënveertig minuten, verdeeld over drie wedstrijden, in de competitie. Arnaud's tweede jaar leek dezelfde kant op te gaan maar tegen het einde van het seizoen kreeg hij toch steeds meer speeltijd. Hij eindigde op achttien competitiewedstrijden waarin hij drie doelpunten maakte. In zijn derde seizoen brak hij volledig door. Door blessures van Preki en Igor Simutenkov kreeg hij een basisplaats. Hij startte in dertig competitiewedstrijden waarin hij negen doelpunten maakte en acht assists gaf.
Arnaud bleef basisspeler voor het team en voor het seizoen in 2010 ontving hij de aanvoerdersband. Op 28 november 2011 werd hij naar Montreal Impact gestuurd inruil voor Seth Sinovic. Ook daar ontving hij de aanvoerdersband. Op 17 maart 2012 maakte hij zijn eerste doelpunt voor Montreal. Daarnaast was het ook direct het eerste doelpunt ooit van Montreal Impact in de MLS. Op 10 december 2013 tekende hij bij DC United. Daar maakte hij op 9 maart 2014 zijn debuut tegen Columbus Crew. Op 12 april maakte hij tegen New York Red Bulls zijn eerste doelpunt voor de club..

## Interlandcarrière
Arnaud maakte zijn debuut voor de Verenigde Staten op 9 september 2007 tegen Brazilië. Zijn eerste doelpunt voor de VS maakte hij op 11 juli 2009 tegen Haïti.